# Selenitis
Selenitis o Selentis  (en grec antic Σελενιτίς o Σελεντίς) era un districte de la part sud-oest de Cilícia que s'estenia per tota la costa, però entrava també una mica cap a l'interior. El seu nom derivava de la principal ciutat, Selinunt.